# Бурдонґ
Бурдонґ (пол. Burdąg, нім. Burdungen) — село в Польщі, у гміні Єдвабно Щиценського повіту Вармінсько-Мазурського воєводства.
Населення — 374 особи (2011).

## Демографія
Демографічна структура станом на 31 березня 2011 року:
|          | Загалом | Допрацездатний вік | Працездатний вік | Постпрацездатний вік |
| -------- | ------- | ------------------ | ---------------- | -------------------- |
| Чоловіки | 189     | 39                 | 138              | 12                   |
| Жінки    | 185     | 48                 | 109              | 28                   |
| Разом    | 374     | 87                 | 247              | 40                   |